# 부여 나복리 고인돌
부여 나복리 고인돌은 충청남도 부여군 규암면에 있다. 2001년 1월 3일 부여군의 향토문화유산 제31호로 지정되었다.

## 개요
나복리 '통실골' 일대 계단식 논의 위쪽에 위치하고 있으며, 이 일대는 '숙당이'라는 지명으로 불리고 있다. 이 지점은 나복리의 앞들을 잘 조명할 수 있는 위치인데, 은산천의 지천으로 유입되는 개울들에 의해 형성되었다. 현재도 계단상의 밭으로 경작되고 있듯이 선사농경에 적합한 곳이어서 이곳에 고인돌이 입지될 수 있는 좋은 여건으로 작용한 것으로 생각된다. 나복리 고인돌은 1965년 김원용에 의해 학계에 보고된이래 줄곧 그 존재가 알려져 왔으나, 적극적인 보호조치가 강구되지 않은 채 방치됨으로써 2기 가운데 1기가 노출되어 파괴의 위기에 놓여 있다. 고인돌의 규모는 큰 것이 4.0×3.5×06m로 비교적 대형급에 속하며 작은 것의 경우는 0.2×0.2×0.4m 정도이다. 대형 고인돌은 현재 상석 아래 2개 가량의 지석이 드러나 보이는데 그 구조는 탁자식이었을 가능성이 있다.